# Референтний атом
Рефере́нтний а́том (рос. референтный атом, англ. reference atom) — атом, відносно якого визначається характер даної примітивної зміни, чи вона є нуклеофільною, електрофільною, нуклео- чи електрофужною або гомолітичною (найчастіше атом C, відносно якого визначається переміщення електронів під час
елементарної реакції). Термін стосується опису механізмів реакцій.

## Корінний атом
Референтний атом, що бере участь у примітивних змінах. Це звичайно будь-який з двох атомів перетворюваного подвійного зв‘язку, або один атом, біля якого відбувається заміщення або приєднання (наприклад, карбеновий атом). Термін стосується опису механізмів реакцій.